# Regulamin Ruchu Pocztowego
Regulamin Ruchu Pocztowego – najstarsze znane rozporządzenie Rady Miejskiej Wrocławia dotyczące ruchu pocztowego na Śląsku pochodzi z 17 VI 1542.
Ustalało ono opłaty gońców pocztowych i określało sankcje karne za nadużycia gońców. Opłata gońca za dostarczenie przesyłki na odległość do 15 mil nie mogła przekroczyć 1 grosza. Za niewykonanie zlecenia groziła gońcowi kara więzienia, a w razie powtórzenia odmowy – wydalenie z miasta. W związku z dynamicznym wzrostem połączeń pocztowych Wrocławia rozpoczęto wydawanie specjalnych regulaminów dla gońców. Pierwszy powstał 10 III 1573 i określał zasady ruchu pocztowego z Wrocławia do Norymbergi oraz ustanawiał specjalny nadzór ogólny nad gońcami, oddając go trzem zamożnym kupcom wrocławskim pochodzącym z nominacji Rady Miejskiej. Ustalono także stałą liczbę 40 zaprzysiężonych gońców wrocławskich, opłatę w wys. 3 groszy wrocławskich za dostarczenie listu oraz czas trwania drogi gońca między Wrocławiem a Norymbergą na 10 do 11 dni w zależności od pory roku. W 1596 nadano oddzielny regulamin gońcom na trasie Wrocław – Lipsk. Ustalono w nim czas przyjścia i odprawienia posłańca: z Wrocławia po południu w sobotę, a w Lipsku miał się stawić następnego piątku i z powrotem z Lipska wychodził we wtorek, a do Wrocławia miał przybyć w niedzielę wieczór. Kupcy wymienieni w regulaminie byli zwolnieni od opłaty pocztowej, a inni kupcy uiszczali 4 grosze od przesyłki. Pozostali, którzy korzystali z usług gońców mieli wnosić opłaty ustalone przez samych gońców. W 1604 radni Wrocławia, Gdańska, Torunia i Poznania zawarli wspólne przepisy regulujące ruch poczty pieszej na trasie Wrocław-Gdańsk. Połączenie pocztowe Wrocławia z Gdańskiem obsługiwać miało regularnie 4 gońców pocztowych: po dwóch z tychże miast. Drogę z Wrocławia do Gdańska posłańcy mieli przebyć w ciągu 9 dni, a w zimie w ciągu 11 dni. Określono także ścisłe zasady zachowania się gońców podczas podróży. Kolejne unormowania ruchu i działalności poczty śląskiej ogłoszono 9 III 1635. Wydany przez radę miasta Regulamin Związku Gońców Cesarskiego Miasta Wrocławia utrzymywał w mocy postanowienia wcześniejszych regulaminów, a ponadto nakazywał osobiste dostarczenie przez gońca pocztowego zleconej mu przesyłki, sporządzanie przez przełożonego szczegółowego spisu przychodzącej i odchodzącej poczty, zachowanie tajemnicy korespondencji oraz narzucał szybkość obiegu poczty. Nałożono też surowe kary za spóźnienie się gońca (pieniężne, a za trzecim razem miał być wydalony z miasta).